# Cyrtandra anisophylla
Cyrtandra anisophylla är en tvåhjärtbladig växtart som beskrevs av Charles Baron Clarke. Cyrtandra anisophylla ingår i släktet Cyrtandra och familjen Gesneriaceae. Inga underarter finns listade i Catalogue of Life.